# Gare de Théodosie
La gare de Théodosie (en ukrainien : Джанкой (станція) ; russe : Джанкой (станция)) est une gare ferroviaire de Crimée située sur le territoire de la ville de Théodosie.

## Histoire
La gare fut mise en service en 1892 par une ramification de la ligne Lozovo-Gare de Sébastopol. De 1892 à 1907, la gare portait le nom de Feodosia-Port, de 1907 à 1952 Sarygol et en 1952 Aivazovsky.

### Intermodalité

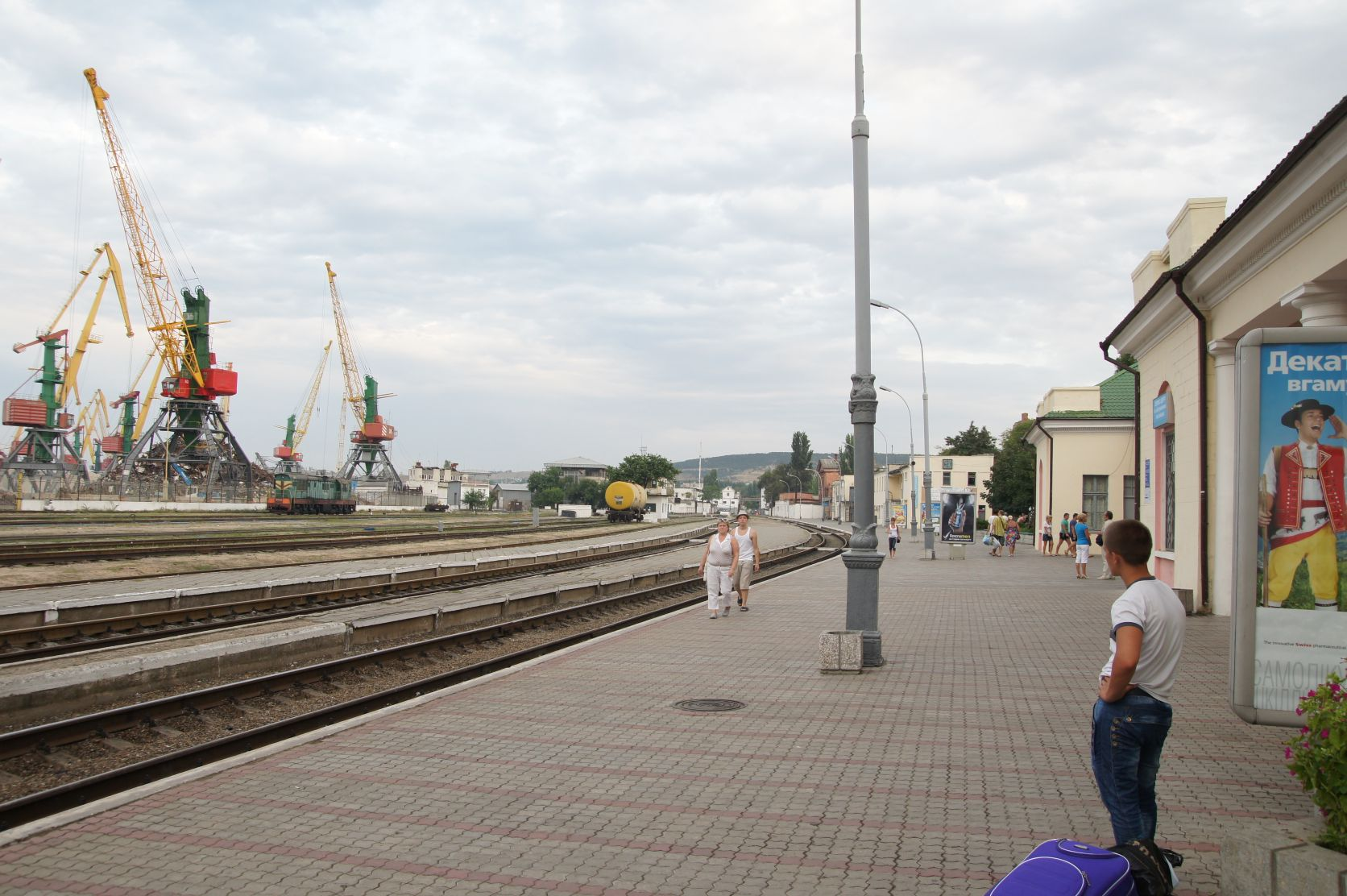
Côté voies et Port de Théodosie.